# 田流
田流（?—?），南北朝刘宋临海郡（今浙江台州）人。
临海郡强盗首领田流自称东海王，劫掠海盐，杀死鄞县县令，吴越各郡都大为震动。470年，宋明帝命龙骧将军义兴郡人周山图率兵屯驻浃口，讨伐平定了田流。